# Priborn
Priborn ist eine Gemeinde im Süden des Landkreises Mecklenburgische Seenplatte in Mecklenburg-Vorpommern. Sie wird vom Amt Röbel-Müritz mit Sitz in Röbel/Müritz verwaltet.

## Geografie

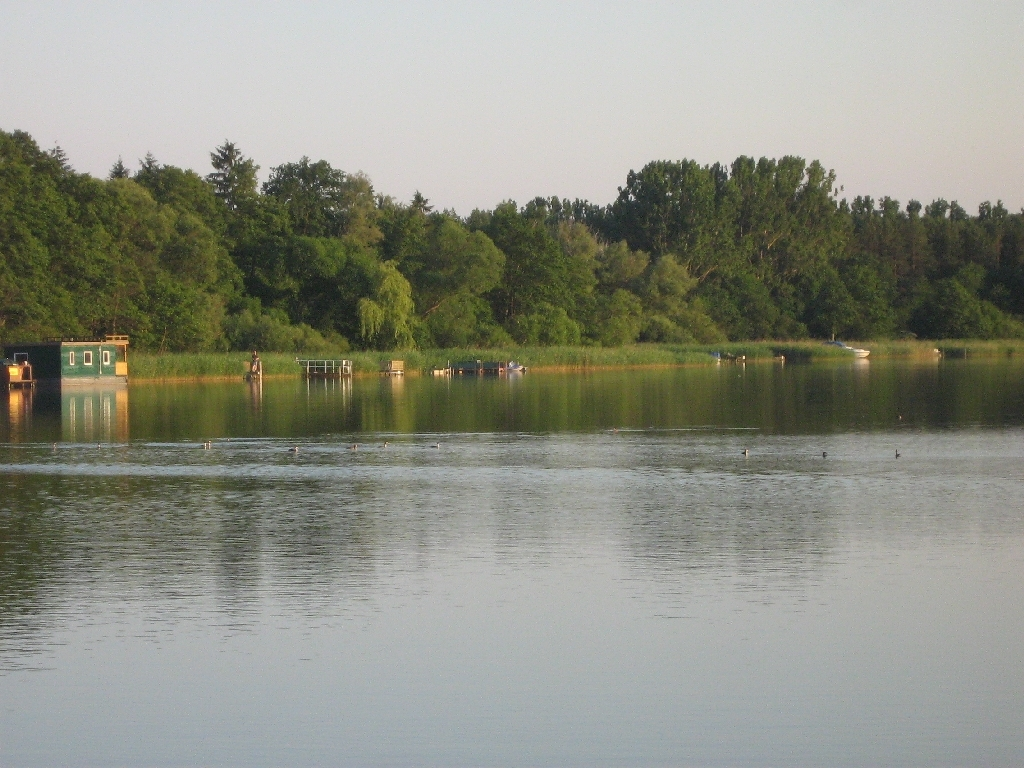
Müritzarm

Die Gemeinde liegt am südlichen Ende der von der Müritz nach Süden verlaufenden Seenkette etwa fünf Kilometer südwestlich von Rechlin und zirka zehn Kilometer südlich der ehemaligen Kreisstadt Röbel/Müritz. Hier mündet die Elde in die Seenkette inmitten eines Landschaftsschutzgebietes. Die östliche Begrenzung der Gemeinde ist der Müritzarm, die westliche der Melzer See, die südliche der Müritzsee. Südlich des Ortes befindet sich ein ausgedehntes, etwa 485 Hektar großes Waldgebiet, die Priborner Heide. An deren westlichem Ende ist mit 82,4 Meter ü. NN mit dem Wulfsberg der höchste Punkt der Gemeinde. Nachbargemeinden sind Südmüritz, Buchholz, Melz und Lärz.

## Geschichte
Priborn ist eine slawische Gründung (Stamm der Abodriten). Der Name leitet sich aus „Pryborn“ = „Mitkämpfer“ ab. Der Ort wurde am 26. Mai 1239 erstmals anlässlich der Verpachtung der Wassermühle urkundlich erwähnt. Fürst Nikolaus von Werle schloss einen Erbpachtvertrag mit dem Kloster Amelungsborn. Im Jahre 1273 verlieh er dem Büßerinnen-Konvent (Magdalenerinnen) in Röbel zwei Hufen Land in Priborn (sowie in weiteren Nachbardörfern). Seine Söhne bestimmten 1285 Priborn zum Ort der Landdinge (Mittlere Gerichtsbarkeit) im Lande Röbel.
Am 17. März 1291 gelangte die Mühle wieder in den Besitz der Fürsten, als Gegenleistung für einen Anteil an der Fischereigerechtigkeit in der Müritz. Im Jahre 1302 war die Mühle im Besitz der Grafen Burchart und Ullrich von Lindow. Seit dem Ende des 17. Jahrhunderts wurde die Wassermühle nicht mehr erwähnt. Im Mittelalter gab es mehrere Wechsel der Eigentümer des Dorfes. Der Rittmeister Jacob Ernst von Knuth-Leizen, aus einer alten mecklenburgischen Familie stammend, war auch Gutsherr auf Priborn.
Ab 1732 war die Familie von Ferber Besitzer in Priborn, Melz und Karbow. Ernst von Ferber, verheiratet mit Wally von Bornstedt, errichtete zwischen 1870 und 1880 das zweigeschossige Gutshaus. Die neugotische Dorfkirche wurde in dieser Zeit gebaut. 1883 wurden vier Freibauernhöfe erwähnt. Gut Priborn war ein Allodialbesitz und zugleich ein Teil eines von Ferber`schen Familienfideikommiss. Um 1928, also kurz vor der großen Wirtschaftskrise, verzeichnet das letztmals amtlich publizierte Güter-Adressbuch Mecklenburg für Priborn einen Gesamtumfang von 1102 ha aus. Davon 300 ha Ackerflächen sowie 573 ha Waldbesitz. Im Mittelpunkt des Gutsbetriebes stand die Rindviehwirtschaft. Auch die vier 17-ha-Höfe in Priborn, unter anderem verpachtet an die Familien Peper, waren Teil des Gutes. Im Ort betrieb der Kossät August Buchholz einen eigenständigen landwirtschaftlichen Betrieb mit 15 ha. 1943 wurden erste elektrische Anschlüsse im Dorf verlegt. Am 2. Mai 1945 wurde das Dorf kampflos durch sowjetische Truppen besetzt. Der letzte Besitzer des Gutes war nach der Schulzeit auf mehreren Gymnasien und einer Tätigkeit als Assistent an der Technischen Hochschule in Dresden bis zur Bodenreform 1945 offiziell Dr. chem. Horst von Ferber-Melz. 1934 hatte er Käthe Pregler, aus Nürnberg stammend, geheiratet. Als Hauptwohnsitz wählte das Ehepaar das Herrenhaus Priborn. Pächter des Gutes war Heinrich Heinicke.
Am 31. Dezember 1945 wohnten in Priborn 214 Einwohner, davon waren 115 Umsiedler und Flüchtlinge.
In der DDR entwickelte sich Priborn zu einem „Vorzeigedorf“, wobei die LPG mit dem Vorsitzenden Fritz Dallmann das Leben im Dorf prägte.

## Politik

### Gemeindevertretung
Die Gemeindevertretung hat sechs Mitglieder. 
| Partei/Bewerber                            | Prozent | Sitze |
| ------------------------------------------ | ------- | ----- |
| Wählergruppe Freiwillige Feuerwehr Priborn | 75,9    | 4     |
| Die Linke                                  | 14,1    | 1     |
| Einzelbewerber                             | 10,0    | 1     |

Bürgermeisterin ist Beate Höhn.

### Wappen, Flagge, Dienstsiegel
Die Gemeinde verfügt über kein amtlich genehmigtes Hoheitszeichen, weder Wappen noch Flagge. Als Dienstsiegel wird das kleine Landessiegel mit dem Wappenbild des Landesteils Mecklenburg geführt. Es zeigt einen hersehenden Stierkopf mit abgerissenem Halsfell und Krone und der Umschrift „GEMEINDE PRIBORN“.

### Einwohnerentwicklung
| Jahr          | 1910 | 1933 | 1939 | 1945 | 1948 | 1989 | 2008 | 2011 | 2015 | 2017 | 2020 | 2022 |
| Einwohnerzahl | 138  | 152  | 161  | 214  | 282  | 602  | 398  | 358  | 352  | 362  | 353  | 345  |

## Sehenswürdigkeiten, Einrichtungen
- Gutshaus von 1880; es diente nach 1945 bis 2003 als Schule. Im Jahr 2005 wurde ein umfassendes Nutzungskonzept für ein Erholungshotel erstellt, das jedoch nicht verwirklicht wurde.[11]
- Neogotische Dorfkirche Priborn aus Backstein von um 1860
- Freibad am Müritzarm
- Insektenwiese mit Teich und sechs alten Eichen (Naturdenkmäler) am südöstlichen Ortsrand

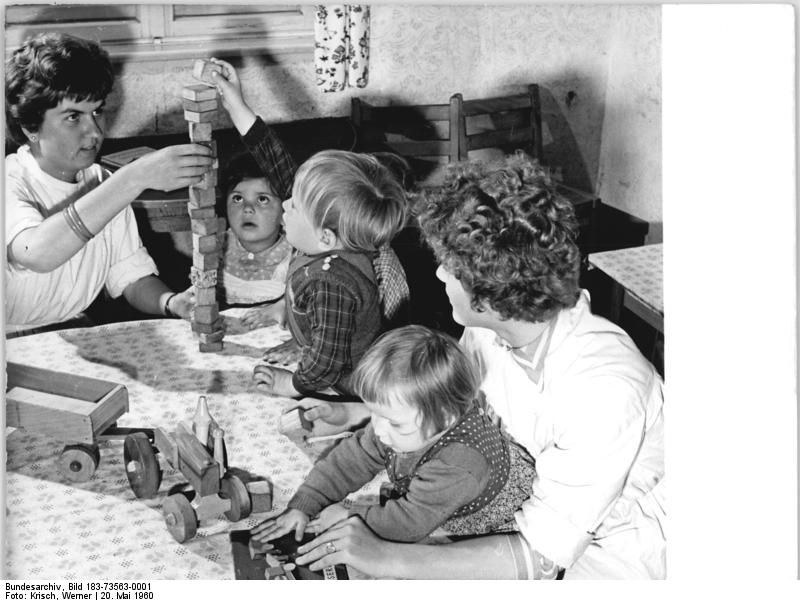
Blick in die Kinderkrippe der LPG, 20. Mai 1960
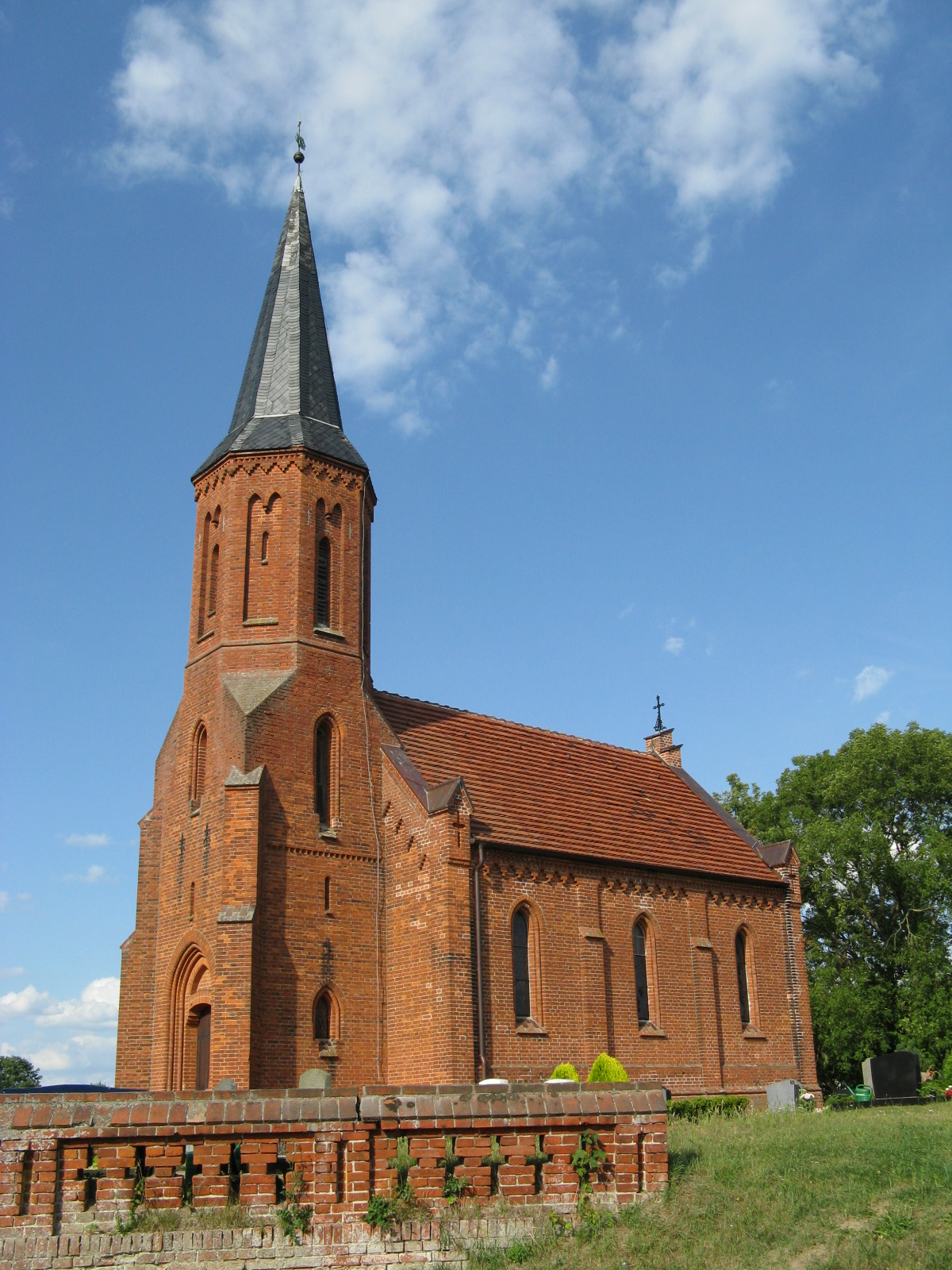
Dorfkirche
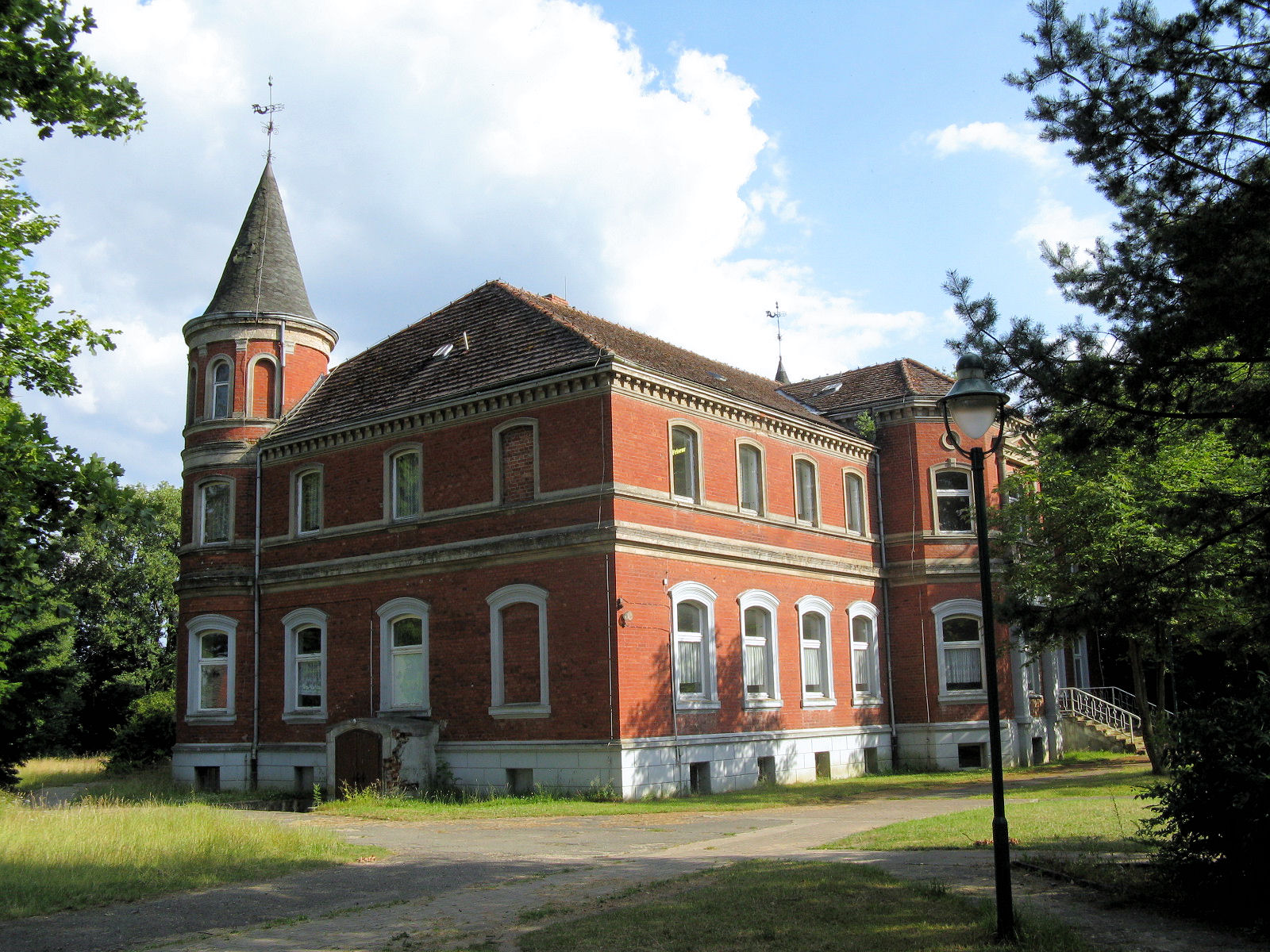
Ehemaliges Gutshaus

## Wirtschaft
Priborn ist geprägt von der Landwirtschaft (Grünland, Kartoffeln, Mais, Hanf, Biogas) und mittelständischen Betrieben (landwirtschaftlicher Anlagenbau, Fensterherstellung, Straßen-, Tief- und Erdbau, Malerbetriebe, Ferienwohnungen).

## Verkehr
Von Priborn führt eine Landstraße L 241 über eine Kreuzung der Bundesstraße B 198 nach Röbel/Müritz und in Richtung Süden nach Buchholz. Die Autobahn-Anschlussstelle Röbel an der Bundesautobahn 19 (Berlin–Rostock) ist etwa 16 Kilometer entfernt. Mit Sportbooten ist Priborn über den Schiffsanleger am Müritzarm, ca. 2 km vom Dorfkern entfernt, zu erreichen.
Durch Priborn führt ein Fahrradrundweg (Teilstück Vipperow-Priborn-Buchholz) rund um Müritzarm/Müritzsee, Nebel und Thüren, der eine Verlängerung des Müritzrundweges sowie ein wichtiges Verbindungsstück zum Radwegenetz in Brandenburg (Radweg durch die Schmugglerheide, Wittstock) darstellt.

## Vereine
- Kleingartenverein Priborn
- Angelverein „Müritzarm“ e. V.
- Kulturverein Priborn e. V.
- Bootshausgemeinschaft „Müritzarm Priborn“ e. V.